# Esperança Sambo
Pour les articles homonymes, voir Sambo (homonymie).
Esperança Sambo est une joueuse mozambicaine de basket-ball .

## Carrière
Esperança Sambo évolue en équipe du Mozambique dans les années 1980 et 1990. Elle est quatrième du Championnat d'Afrique féminin de basket-ball 1983, remporte la médaille d'argent du Championnat d'Afrique féminin de basket-ball 1986 puis la médaille d'or aux Jeux africains de 1991 au Caire.
Elle joue en club au CD Maxaquene avec lequel elle remporte la Coupe d'Afrique des clubs champions en 1991.